# Macrocera alpicoloides
Macrocera alpicoloides är en tvåvingeart som beskrevs av Toyohi Okada 1937. Macrocera alpicoloides ingår i släktet Macrocera och familjen platthornsmyggor. Inga underarter finns listade i Catalogue of Life.